# Visitenkarte
Eine Visitenkarte, seltener auch Besuchskarte genannt, ist ein Kärtchen mit Namen und weiteren Daten einer Person.

## Funktion

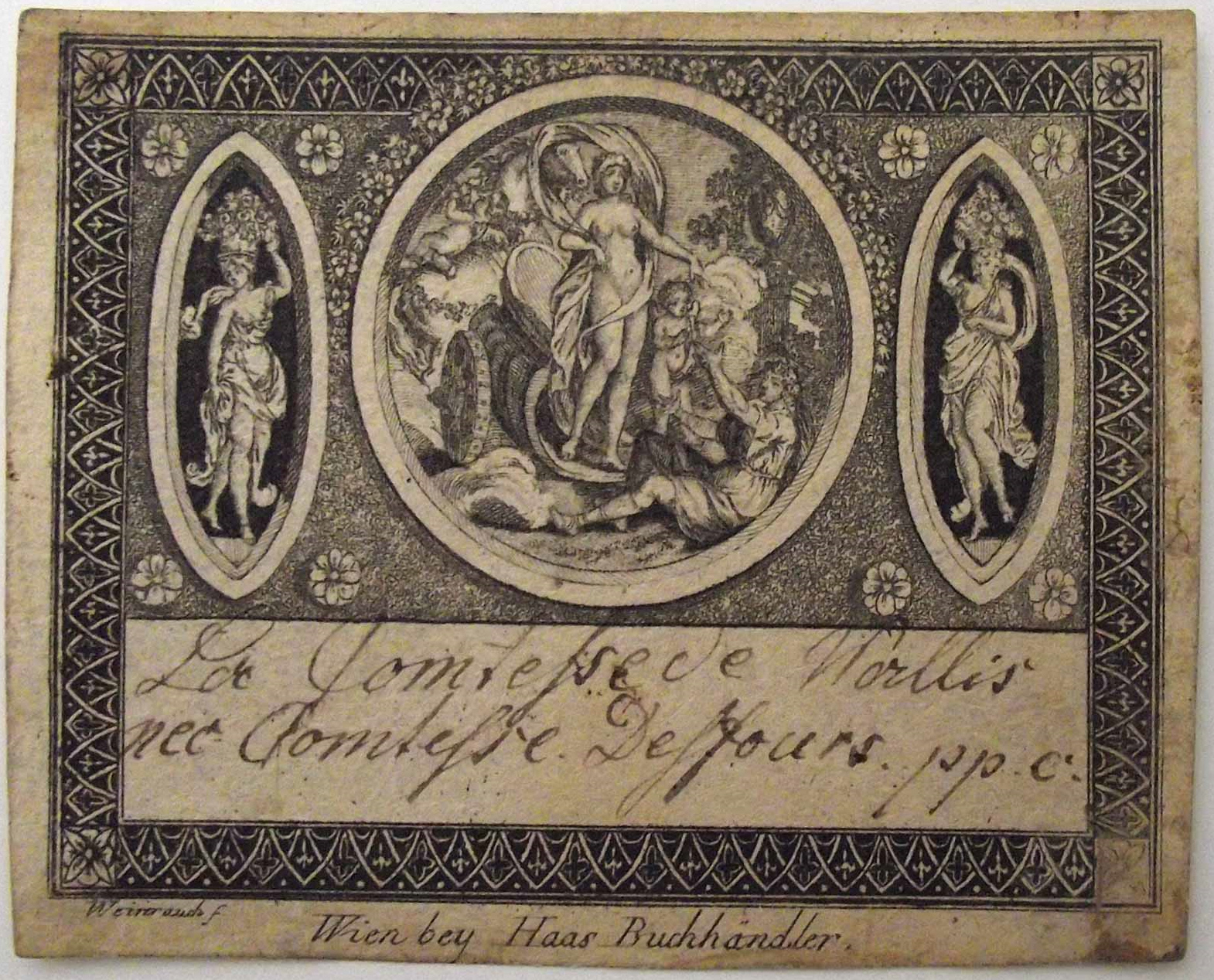
Etwa 7 × 9 cm große, vorgedruckte Visitenkarte mit handschriftlicher Aufschrift „La Comtesse de Wallis née Comtesse Desfours ppc.“, Wien um 1800

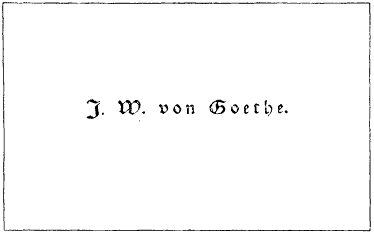
Visitenkarte von Johann Wolfgang von Goethe

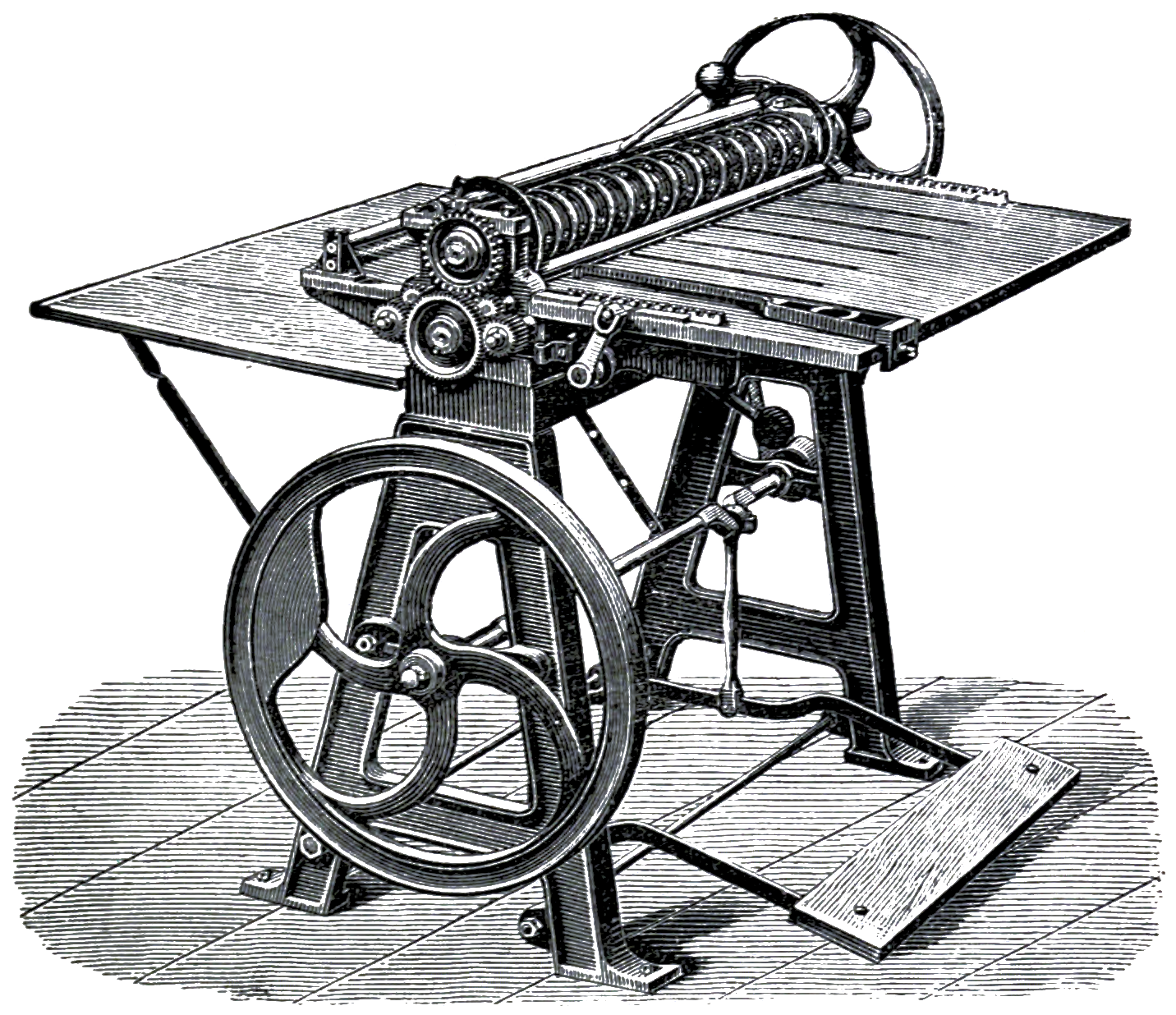
Eine von der Firma Oscar Friedheim 1889 in Großbritannien vertriebene Maschine zur Herstellung von bis zu 100.000 Visitenkarten pro Tag

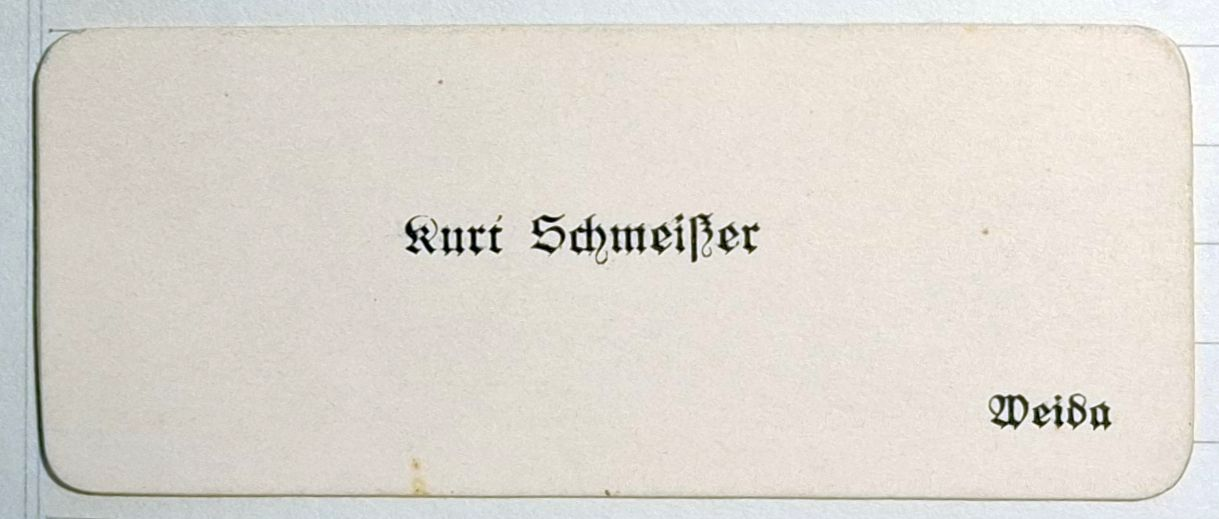
Visitenkarte von Kurt Schmeißer aus Weida (Thüringen), 1930er

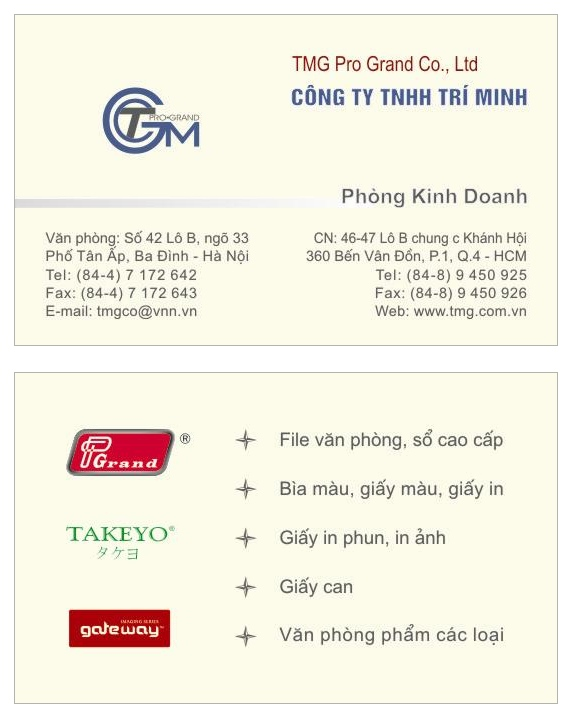
Vorder- und Rückseite einer heutigen Visitenkarte

Die Bezeichnung Visitenkarte rührt von der ursprünglichen Funktion her: Sie wurde früher beim Besuch in hohem Hause dem Diener oder der Empfangsdame übergeben, die sie dann an den Hausherrn oder die Dame des Hauses weiterreichte, so dass die besuchte Person gleich wusste, wer sie besuchte. Hatte man die betreffende Person nicht angetroffen, teilte man durch Abgabe der Visitenkarte mit, dass man den Besuch hatte machen wollen, er galt dann als erfolgt. Dies war vor allem dann von Bedeutung, wenn man neu in einen Ort gezogen war und einen Antrittsbesuch bei den Honoratioren machen musste.

„An den Nachmittagen, an denen eine Frau keine Gäste empfing, erwartete man von ihr, dass sie selber Besuche machte. Es zählte zu den Aufgaben der Frau, die Kontakte und Bekanntschaften der Familie, die oft äußerst vielfältig waren, zu pflegen – George Vaniers Mutter hatte hundertachtundvierzig Namen auf ihrer Besuchsliste. […] Drei- oder viermal im Jahr machte man Höflichkeitsbesuche bei Leuten, mit denen man den Kontakt zu wahren suchte, ohne ihn vertiefen zu wollen […] Seinen Vorgesetzten war man einmal pro Jahr einen feierlichen Besuch schuldig […] Waren die, die man besuchen wollte, nicht zu Hause, überreichte man dem Diener oder der Concierge seine Karte, die nach der jeweiligen Mode entweder an einer Ecke geknickt oder der Länge nach gefaltet war. Eine geknickte oder gefaltete Karte signalisierte, dass man persönlich vorgesprochen hatte; eine glatte Karte, dass ein Diener oder ein Bote sie abgegeben hatte […] ‚Besuche mittels Karte‘, um 1830 noch für unhöflich erachtet, erfreuten sich nun enormer Beliebtheit.“

Bei höfischen Festveranstaltungen dienten Visitenkarten dem Zeremonienmeister zur öffentlichen Ankündigung des Gastes.
In früherer Zeit waren Visitenkarten meist nur mit dem Namen und ggf. dem Beruf bzw. Titel des Besitzers bedruckt, bei adligen Personen war auch ein Wappen üblich. Ehepaare konnten dabei eine gemeinsame Karte haben, wobei oftmals beide Ehepartner auch zusätzlich noch eigene Karten hatten. Erst im 20. Jahrhundert setzte sich durch, dass auch Adressen, später zusätzlich Telefonnummern und andere Kontaktmöglichkeiten (Fax, E-Mail usw.) aufgedruckt wurden.
Heute tauscht man Visitenkarten hauptsächlich im Berufsleben – auf Messen oder Konferenzen – aus, insbesondere beim Erstkontakt zwischen möglichen Geschäftspartnern. Ein Nebeneffekt ist die diskrete Mitteilung zur eigenen Position im Unternehmen.
Visitenkarten enthalten nur selten ein Foto, heute aber immer den Namen, die Adresse und die Telefonnummer der betreffenden Person. Auf geschäftlichen Visitenkarten sind auch Firmenlogo, Unternehmensname und Titel und Funktion der betreffenden Person abgedruckt. Die Rückseite kann eine englischsprachige Version, eine Anfahrtskizze, ein Foto oder anderes enthalten.
Mit dem Wandel vom Bestandteil der Etikette zum Mittel beruflicher Eigenwerbung können Visitenkarten in Einzelfällen auch mit Slogans oder ähnlichen Merkmalen zur Alleinstellung ergänzt werden. Eine zu marktschreierische Gestaltung wird jedoch häufig als aufdringlich und unseriös empfunden. Von der Visitenkarte abzugrenzen sind Flugblätter im Visitenkartenformat, die im Event-Marketing zum Hinweis auf Veranstaltungen und Ähnliches eingesetzt werden, statt persönliche Kontaktinformationen zu übermitteln.
Aufbewahrt und gesammelt werden Visitenkarten in speziellen Mappen oder Rotationskarteien, wobei es immer üblicher wird, die Karten einzuscannen, um die Kontaktdaten der betreffenden Person gleich im Computer abrufbar zu haben.

## Herstellung
In früheren Zeiten druckten Kupferstecher die Visitenkarten.
Visitenkarten in kleinen Stückzahlen (als Provisorium für neue Mitarbeiter oder für den privaten Bereich) werden heute oft mit handelsüblichen Druckern hergestellt.
Visitenkarten für den beruflichen Einsatz werden gewöhnlich von Druckereien im Offsetdruckverfahren hergestellt. Die klassische Visitenkarte wird auf Feinstkarton gedruckt, z. B. Diplomatenkarton oder Elfenbeinkarton. Besonders hochwertige Karten werden mittels Stahlstich hergestellt. Dafür wird das Druckmotiv von Hand als Gravur in eine Stahlplatte gestochen. Im Gegensatz zu den üblichen gedruckten Visitenkarten ist bei diesen Karten das aufgedruckte Motiv erhaben. Das heißt, dass sich die Schrift dreidimensional vom Papier abhebt und zudem leicht glänzt. Günstigere Varianten mit demselben Effekt sind der sogenannte UV-Spotlack- oder auch partielle UV-Lack-Druck und der in den USA entwickelte sogenannte Thermoreliefdruck. Die letzten beiden Verfahren sind in Nord- und Südamerika sehr weit verbreitet.
Bei Online-Druckereien werden meist nur einfache Naturpapierkartons angeboten oder Bilderdruckpapier matt, da Feinstkartons schwieriger zu bedrucken sind. Die Visitenkarten werden in standardisierten Sammeldruckformen mit vielen anderen Druckaufträgen gemeinsam verarbeitet. Wer allerdings Visitenkarten bei Online-Druckereien selbst bestellen möchte, muss in der Lage sein, druckfähige Dateien zu erstellen, in der Regel im PDF-Format. Diese kann dann bei der Bestellung an die Online-Druckerei gesendet werden.
Im Gegensatz zu Briefen und dem Layout von Briefbögen gibt es für Visitenkarten keine DIN-Norm.

## Formate und Materialien

### Übliche Formate
Visitenkarten haben kein standardisiertes Format, jedoch hat sich die Scheckkarten-Größe (85,6 mm × 54 mm) eingebürgert, weil sie am bequemsten zu transportieren ist und viele Aufbewahrungshilfen für dieses Format ausgelegt sind.
Zeitweilig traten als Modeerscheinung vermehrt aufklappbare Visitenkarten auf, um die Nutzfläche zu vergrößern. Diese Variante hat jedoch den Nachteil, dass sie bei Aufbewahrung in Einsteckhüllen nur einen Teil der aufgedruckten Kontaktdaten präsentieren kann und zum Lesen der Innenseiten entnommen werden muss.
| Breite  | Höhe    | verwendet in                                                                                 |
| ------- | ------- | -------------------------------------------------------------------------------------------- |
| 85 mm   | 55 mm   | Deutschland, England, Frankreich, Italien, Niederlande, Österreich, Spanien, Schweiz, Türkei |
| 88,9 mm | 50,8 mm | USA, Kanada (3 1⁄2 × 2 in)                                                                   |
| 90 mm   | 55 mm   | Australien, Schweden, Norwegen, Dänemark                                                     |
| 90 mm   | 54 mm   | Hong Kong                                                                                    |
| 90 mm   | 50 mm   | Argentinien, Finnland, Russland, Ungarn, Polen, Rumänien                                     |
| 91 mm   | 55 mm   | Japan                                                                                        |

| Breite         | Höhe        | Format                                      |
| -------------- | ----------- | ------------------------------------------- |
| 74 mm          | 52 mm       | DIN A8                                      |
| 81 mm          | 57 mm       | DIN C8                                      |
| 85 mm          | 55 mm       | Scheckkarte (EU)                            |
| 85,6 mm 100 mm | 54 mm 65 mm | Scheckkarte (ISO 7810) Scheckkarte mit Foto |

### Übliche Materialien
Am weitesten verbreitet sind Visitenkarten aus Karton in der Stärke von 150–300 g/m².
Da Visitenkarten neben der Informationsvermittlung auch als Werbeträger dienen, werden sie bisweilen auch aus anderen Materialien (etwa Kunststoff, Aluminium, Edelstahl, Holz oder Gummi) hergestellt, um besonders aufzufallen.

## Umgang mit Visitenkarten („Etikette“)

### In Deutschland
Eine Visitenkarte sollte stets sauber, makellos und von guter Qualität sein. Billige Drucke (auch aus dem Computer) bzw. handschriftliche Korrekturen des Druckes werden mancherorts ungern gesehen. Wichtige Informationen für den Empfänger können auf der Rückseite vermerkt werden.
Zu übergebende Karten werden oft einem Etui entnommen, zu empfangende in dieses oder ein spezielles Etui aufgenommen.
Eine auf einem Kartenteller abgelegte Karte wird oft durch Abknicken einer Ecke nach oben gekennzeichnet, was auch das Aufnehmen der Karte vom Teller erleichtert. Dazu kann die Bedeutung als Abkürzung auf der Rückseite der Karte vermerkt werden.
- obere linke Ecke geknickt: p. v. = „pour visiter“, zum Besuch, besonders, wenn der zu Besuchende nicht angetroffen wurde
- untere linke Ecke geknickt: p. f. = „pour féliciter“ = zur Gratulation/zum Glückwunsch, speziell p. f. n. a. = „pour féliciter nouvel an“, Glückwunsch zum neuen Jahr.[1]
- rechte obere Ecke geknickt: p. p. c. = „pour prendre congé“, zum Abschied
- rechte untere Ecke geknickt:  p. c. = „pour condoler“, Kondolenz

Weitere Abkürzungen:
- p. p. = „pour présenter“, zwecks Vorstellung
- p. r. = „pour remercier“, um sich zu bedanken[2]

Neben dem Knicken haben sich auch andere Markierungen der Ecken etabliert.
In einigen schlagenden Studentenverbindungen ist das Überreichen einer mittig eingerissenen Visitenkarte die Forderung auf eine Mensur oder ein Duell.

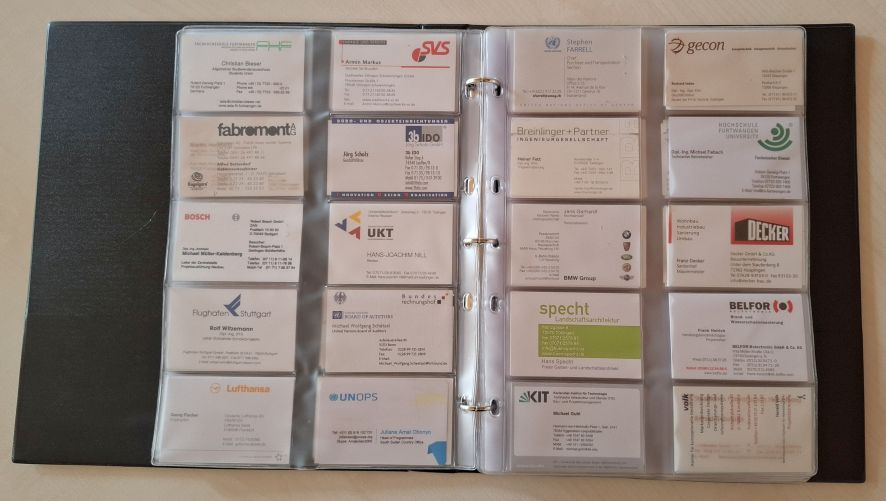
Sammelmappe in Buchform für das Büro

### In Japan
Bezüglich Sauberkeit und Qualität gilt das gleiche wie in Deutschland, wobei verglichen mit Europa die Visitenkarte (meishi) in Japan einen höheren Stellenwert hat. Da japanische Namen mit vielen unterschiedlichen, aber gleichlautenden Zeichen geschrieben werden können, ist es nötig, die korrekte Schreibweise eines Namens zu erfahren. Außerdem spielt die genaue Position des Kartenbesitzers in einem Unternehmen eine wichtige Rolle im Umgang miteinander.
Die Übergabe einer Karte folgt festen Abläufen: Die ältere Person oder die ranghöhere übergibt der jüngeren oder rangniedrigeren Person als erstes ihre Karte. Die Übergabe erfolgt mit beiden Händen, wobei die Ausrichtung der Karte dem Empfänger das Lesen ermöglichen soll, und anschließendem Verbeugen. Daraufhin wird die Karte genau betrachtet und auf keinen Fall sofort eingesteckt. Vielmehr wird sie achtsam auf die Seite gelegt; es gilt als besonders grober Fauxpas, die Karte in die Hosen- bzw. Gesäßtasche zu stecken. Anschließend überreicht die jüngere oder rangniedrigere Person die Karte auf gleiche Weise.
Die Karte selbst entspricht der europäischen. Wenn Japaner regelmäßigen Kontakt mit Ausländern pflegen, verwenden sie in der Regel eine zweisprachige Karte, auf der sich auf einer Seite eine englische Übersetzung befindet.

## Fotografien auf Visitenkarten
- siehe betreffende Artikel bei Visitformat